# Gonomyia (Leiponeura) tafiensis
Gonomyia (Leiponeura) tafiensis is een tweevleugelige uit de familie steltmuggen (Limoniidae). De soort komt voor in het Neotropisch gebied.